# Bernard Manciet
Pour les articles homonymes, voir Manciet (homonymie).
Bernard Manciet, né à Sabres le 27 septembre 1923 et mort à Mont-de-Marsan le 3 juin 2005, est un écrivain originaire des Landes et un des plus importants auteurs gascons du XXe siècle.
Du point de vue linguistique, Bernard Manciet reste fidèle au parler gascon très localisé de sa région des Landes où il vécut une grande partie de sa vie avec sa famille.

## Biographie
Il suit ses études à l'école publique de Sabres, puis au petit lycée de Talence et enfin au lycée Montaigne de Bordeaux où il passe le bac en juin 1940. Cueilli par la tourmente de la guerre, il fait des études de lettres et de sciences politiques à l'école libre des sciences politiques avant d'entrer dans la carrière diplomatique.
Après avoir été mobilisé comme sous-officier dans la zone d'occupation française, il reprend ses études à Sciences Po Paris, et en sort classé premier en mai 1947. Puis il intègre le service des « affaires allemandes » : il est assistant de français à Spire, puis à Ludwigshafen, entre 1947 et 1948 ; en 1949, il est « chargé d'études générales » à l'usine IG Farben de Ludwigshafen. En 1953, il poursuit sa carrière diplomatique qui le conduit quelques mois au Brésil puis à Montevideo en Uruguay.
Il revient à Sabres pour se marier en 1955 à Marie-Geneviève Dayon, avoir cinq enfants (Marie-Joseph, Jean-Romain, Marc, Anne ainsi que Claire), vivre dans une maison qu'il fit construire à Trensacq et gérer l'entreprise de sa belle-famille (les établissements Dayon et Manciet) dans le secteur du bois. En 1965 il cesse de gérer la scierie familiale pour se consacrer entièrement à l'écriture.

## Œuvres
En 1972 déjà, René Nelli écrivait à son propos dans l’anthologie en édition bilingue La poésie occitane parue aux éditions Seghers : « Une étude d’ensemble sur l’œuvre de Manciet ne se fera pas attendre longtemps. Elle permettra peut-être de mieux cerner ce “monstre” d’originalité, dont le renouvellement verbal incessant et le jaillissement lyrique intérieur ne doivent rien aux dernières modes littéraires de Paris. Entre René Char et Quasimodo, Bernard Manciet est certainement l’un des grands poètes – méconnus – de l’Europe moderne. »
Bernard Manciet a écrit une œuvre importante, qui comprend des nouvelles, des romans, des pièces de théâtre et des poèmes dont la plupart sont écrits à la fois en français et en occitan :
- Le Triangle des Landes, éditions Arthaud, 1981, et Éditions In 8 (Serres-Morlaàs), 2005 nouvelle édition corrigée.
- L'Enterrament a Sabres / L'Enterrement à Sabres, Éditions Ultreïa, Garein (Landes), 1989 ; Éditions Mollat, 1996; Poésie/Gallimard, Paris, 2010.
- Accidents, I.E.O. (Institut d'études occitanes), 1955 et Éditions L’Escampette, Bordeaux, 1999.
- Cantas deu rei / Chants royaux, Ed. de la Barbacane, 1975.
- Elena, Jorn / fédérop[5], 1992. Nouvelle édition établie et traduite par Guy Latry avec la collaboration d'Estelle Comellas, fédérop / edicions Reclams, 2003.
- Strophes pour Feurer, Éditions L’Escampette, 1995.
- Jeune Homme de novembre / Lo Gojat de noveme, Éditions  Reclams / Escòla Gaston Febus, Pau, 1995 et Edicions Reclams, Pau, 2003.
- Per el Yiyo, Éditions L’Escampette, 1996.
- Véniels, Éditions L’Escampette, 1996.
- Impromptus, Éditions L’Escampette, 1998.
- Les Émigrants ou Iphigénie devant la gare [Los Hòra-trèits o Ifigenia davant la gara], Éditions L’Escampette, Bordeaux, 1999.
- Les Vigilantes, Éditions L’Escampette, 1999.
- Le dire de Guernica, L'Escampette, 2001.
- Compresseur, suivi de Poussière, Éditions L’Escampette, 2000.
- Pastel, alchimie du bleu, livre fait à la main, la part des anges éditions, 2001.
- Cobalt, Éditions Cadratins, Bagnères de Bigorre, 2002.
- Éloge de la Rose, Éditions L’Escampette, 2003.
- Orphée, Pièce de théâtre, mise en scène par G. Tiberghien, mis en musique par J.-C. Audouin, Bordeaux, 2004.
- De nouveau Cordoue/'Cordoa enqüèra, Éditions Cadratins, Bagnères de Bigorre, 2004.
- Casaus perduts, novelas, Edicions  Reclams, 2005.
- Jardins perdus, L'Escampette Éditions, 2005.
- Les Murmures du mal, L'Escampette Éditions, 2006.
- Ecorchés, photographies Eric Chabrely, la part des anges éditions, 2006.
- Lo Brèc, poèma, Edicions  Reclams, 2006.
- L'Eau mate, Éditions L’Escampette, 2007.
- Sonets, sonnets, Éditions Jorn, 2023.

Il s'est longuement exprimé sur son parcours dans :
- Entre Gascogne et Provence - Itinéraire en lettres d'Oc, Entretiens réalisés par Jean-Luc Pouliquen avec Serge Bec et Bernard Manciet, Edisud, Aix-en-Provence, 1994.

## Distinctions
- Officier de l'ordre des Arts et des Lettres (décret du 30 novembre 1999)[6]